# Camillo von Starhemberg

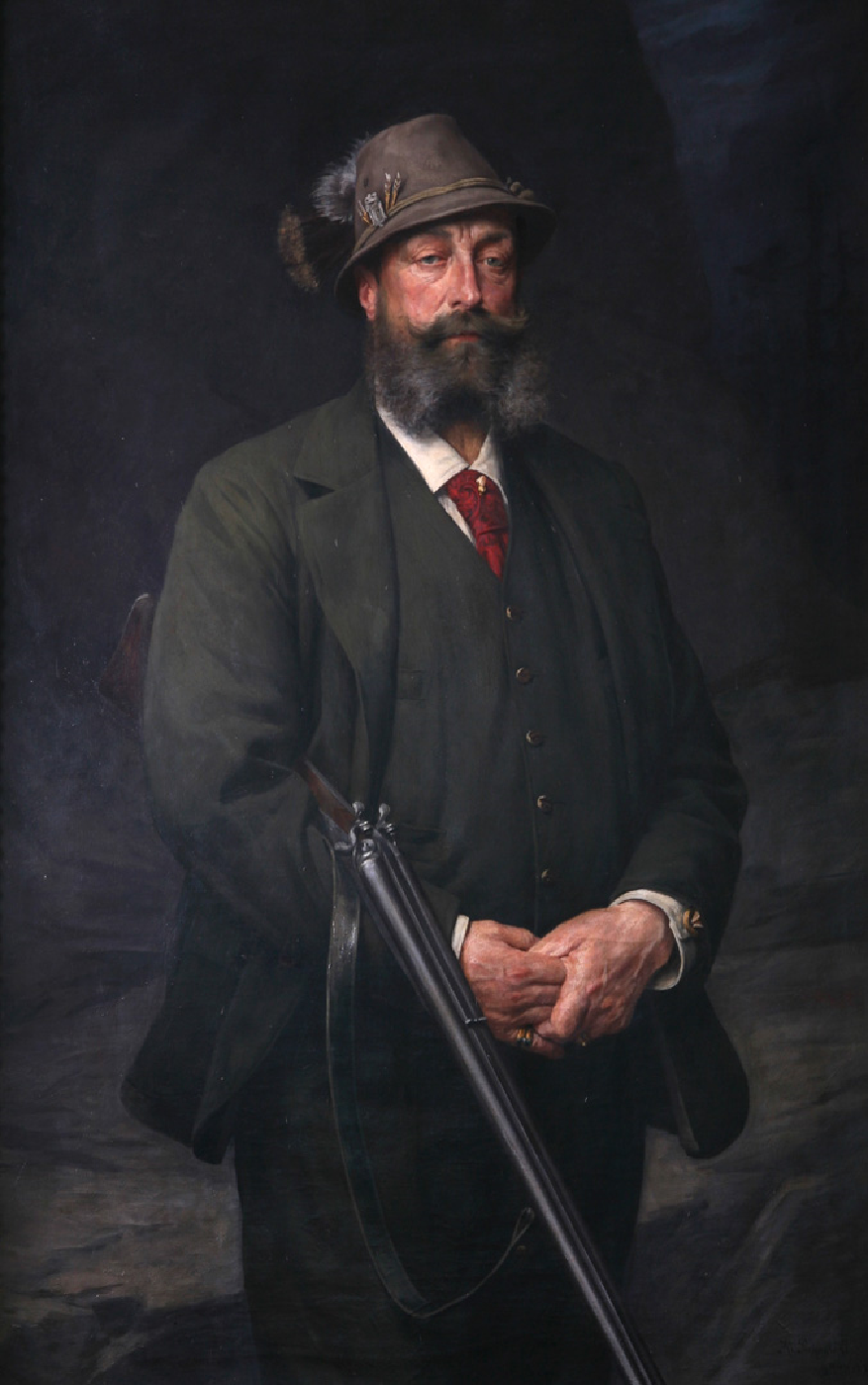
Camillo von Starhemberg

Camillo von Starhemberg, auch Camillo Heinrich Graf Starhemberg, Camillo Heinrich von Starhemberg oder Camillo Heinrich Fürst von Starhemberg (* 31. Juli 1835 in Cilli/Celje, Untersteiermark, heute Slowenien; † 3. Februar 1900 im Sanatorium Loew, Wien), seit 1872 der 5. Fürst von Starhemberg,  war Gutsbesitzer und Abgeordneter zum Österreichischen Abgeordnetenhaus und zum Herrenhaus.

## Leben
Camillo Starhemberg war Sohn des Herrschaftsbesitzers Camillo Rüdiger Fürst Starhemberg († 1872). Er genoss eine Privaterziehung und machte die Matura in Linz. Danach studierte er Rechtswissenschaft an der Universität Wien, blieb allerdings ohne Abschluss. Im März 1856 trat er in die Armee als Kadett ein, wurde im September 1856 Unterleutnant, 1857 zunächst beurlaubt und dann außer Dienst gestellt. 
1872, nach dem Tod seines Vaters, wurde er Besitzer der Fideikommisse Eferding etc. (in Niederösterreich hatte er Besitzungen in Ravelsbach, Feidegg, Schönegg, Senftenegg, Dürnstein, Senftenberg, in Oberösterreich hatte er neben Eferding Besitzungen in Waxenberg, Reichenau, Auhof, Riedegg, Wildberg, Hartheim, Eschelberg, Rottenegg und Lichtenhaag, Oberwallsee, Reichenstein und Haus). Wegen finanzieller Schwierigkeiten wurden seine Güter mehrere Jahre unter Zwangsverwaltung gestellt, der Großteil des Allodialbesitzes wurde verkauft. Er konnte sich finanziell aber wieder konsolidieren und betrat wieder das politische Parkett. 1892 hatte er Kontakt zu Bertha von Suttner, er konnte aber die Hocharistokratie kaum von ihren Ideen überzeugen oder gar Mitstreiter für sie zu gewinnen. 1898 schenkte er das Starhemberg'sche Schloss Hartheim bei Eferding dem Oberösterreichischen Landeswohltätigkeitsverein als Heim für Behinderte.
Er war ein bekannter Großwildjäger und bereiste 1875/76 Nord- und Mittelamerika, wo er an Büffel- und Bärenjagden im Westen teilnahm.
Im Jahr 1881 war er Mitgründer und Präsident des Schutzvereins der Jagd und Fischerei in Oberösterreich. Weiters war er Präsident des Oberösterreichischen Landesvereins zur Hebung der Pferdezucht. Von 1897 bis 1900 war er Präsident der Österreichischen Waffenfabriksgesellschaft in Steyr. Er war seit den 1870er-Jahren Ehrenbürger von Eferding. Er war auch Besitzer der Militär-Jubiläums-Erinnerungs-Medaille und des großherzoglich toscanischen Verdienstordens vom hl. Josef. Im Jahr 1871 wurde er Kämmerer und 1896 Geheimrat.
Er war von 1870 bis 1874 Mitglied im Oberösterreichischen Landtag (III., IV. und V. Wahlperiode), als Abgeordneter der Städte und Industrialorte (Wahlbezirk Eferding) (1870) bzw. als Abgeordneter des Großgrundbesitzes (ab 1871).
Er starb am 3. Februar 1900 im Alter von 64 Jahren an einer Entartung des Mastdarmes (heute Mastdarmkrebs).
Er war römisch-katholisch und ab 1860 verheiratet mit Sophia Gräfin von Sickingen-Hohenburg (1842–1913), von der er sich 1876 getrennt, aber 1890 wieder formell vereint hat. Sie hatten zwei Töchter und drei Söhne, wobei ein Sohn schon 1885 verstorben ist. Der älteste der drei Söhne war der Politiker und Großgrundbesitzer Ernst Rüdiger Fürst Starhemberg. Er war auch der Schwiegervater von Konrad Graf Ungnad von Weißenwolff.

## Politische Funktionen
Camillo Starhemberg war vom 27. Dezember 1871 bis zum 3. November 1872 Abgeordneter des Abgeordnetenhauses im Reichsrat (IV. Legislaturperiode) und war dort für die Kurie Oberösterreich, Großgrundbesitz zuständig. Er trat wegen des Tods seines Vaters und wegen der Verpflichtung, den Sitz im Herrenhaus einzunehmen, zurück. Im Herrenhaus setzte er sich in seiner „Jungfernrede“ am 27. März 1873 (seiner ersten Rede in diesem Haus) für eine sozial gerechtere Wahlreform ein, was ihm den Titel „rote Durchlaucht“ einbrachte.

### Klubmitgliedschaften
Camillo Starhemberg war ab dem 17. Januar 1872 Mitglied im Klub der Verfassungspartei (Verfassungstreuer Großgrundbesitz).
Am 12. Dezember 1872 wurde er erbliches Mitglied des Herrenhauses, wo er ebenfalls dem Exekutivkomitee der Verfassungspartei angehörte.

## Titel und Familienangehörige
Auf der ausgegebenen Parte wird die Todesmitteilung von Camillo Starhemberg so formuliert:
"Ernst Rüdiger Reichsfürst zu Starhemberg, Graf von Schaumburg und Waxenberg, Herr auf Wildberg und Lobenstein, k. u. k. Kämmerer, erbliches Mitglied des Herrenhauses des österr. Reichsrathes, k. u. k. Rittmeister im Dragoner-Regimente Albrecht Prinz von Preußen Nr. 6, gibt in seinem eigenen und im Namen seiner Gemahlin Francisca Reichsfürstin von Starhemberg, geb. Gräfin Larisch-Moennich, wie seiner Mutter Sophie Reichsfürstin von Starhemberg, geb. Reichsgräfin von Sickingen-Hohenburg, Sternkreuz-Ordens- und Palastdame weiland Ihrer Majestät der Kaiserin und Königin Elisabeth, ferner seiner Geschwister Marie Ungnad Reichsgräfin von Weißenwolff, geb. Reichsgräfin Starhemberg, Wilhelm Reichsgrafen zu Starhemberg, k. u. k. Kämmerer und Rittmeister im Husaren-Regimente Wilhelm II. deutscher Kaiser und König von Preußen Nr. 7, Eva Reichsgräfin Henckel von Donnersmarck, geb. Reichsgräfin zu Starhemberg, weiters seiner Schwäger Konrad Ungnad Reichsgrafen von Weißenwolff und Alfons Reichsgrafen Henckel von Donnersmarck, wie sämmtlicher Enkel geziemende Nachricht von dem tiefbetrübenden Hinscheiden seines innigstgeliebten Vaters, bezw. Gatten, Schwieger- u. Großvaters Sr. Durchl. Camillo Heinrich Reichsfürsten zu Starhemberg, Grafen von Schaumburg und Waxenberg, Herrn auf Wildberg und Lobenstein, Sr. k. u. k. Apost. Majestät wirkl. Geh. Rath und Kämmerer, Oberst-Erbland-Marschall in Oesterreich ob und unter der Enns, erbl. Mitglied des Herrenhauses des österr. Reichsrathes, k. u. k. Lieutenant a. D., Besitzer der Militär-Jubiläums-Erinnerungs-Medaille und des großherzoglich toscanischen Verdienstordens vom hl. Josef, welcher Samstag den 3. Februar 1900 um 3 Uhr morgens, nach kurzem schmerzvollen Leiden und Empfang der heiligen Sterbesacramente, im 65. Lebensjahre selig im Herrn entschlafen ist."